# FC Volendam
Az FC Volendam professzionális futballklub a holland Volendam városában, amely 1977. június 1-jén alakult. 1920-ban Viktória néven szerepelt, 1923-ban RKSV Volendamra változtatták a nevét, és 1977-ben, az anyaegyesületből való kiválás után, kizárólag profi klubként, vette fel az FC Volendam nevet. A csapat hazai mérkőzéseit 1975-től a 6984 férőhelyes Kras Stadionban játssza, ahol 1975 óta működik.
A klub a holland futball első és második osztályában szerepelt. Kétszer a KNVB-kupa döntőjébe is bejutottak (1957–58-ban és 1994–95-ben) mindkétszer ezüstérmesek lettek.

## Történelem
Az FC Volendam csapatát helyi halászok alapították Viktória néven 1920. június 1-jén. 1923-ban keresztelték át FC Volendam névre. Mivel Volendam katolikus falu volt gyorsan csatlakozott a Holland Katolikus Labdarúgó Szövetséghez. 1935-ben és 1938-ban megnyerte a Holland Nemzeti Katolikus bajnokságot. A második világháborúban a nácik kényszerítették a csapatot, hogy csatlakozzanak a KNVB-hez. A klub 1955-ben a csatlakozott a profi futball-ligához. Az évek során a csapatnak sok tehetséges játékosa volt például: Wim Jonk, Edwin Zoetebier, Arnold Mühren és Gerrie Mühren. A csapatnak rutinos felderítő és fiataljátékos-rendszere van. 2023-ban az első osztályban szerepelt.

## Jelenlegi csapat
| # |         | Poszt | Név                          |
| - | ------- | ----- | ---------------------------- |
|   | holland | K     | Robbin Ruiter                |
|   | holland | K     | Sonny Stevens                |
|   | holland | K     | Theo Zwarthoed               |
|   | holland | V     | Ralph Hovestad               |
|   | holland | V     | Olaf Lindenbergh             |
|   | holland | V     | Barry Opdam (csapatkapitány) |
|   | holland | V     | Henny Schilder               |
|   | NED     | V     | Koen Stam                    |
|   | NED     | V     | Marijn Sterk                 |
|   | NED     | V     | Maikel van der Werff         |
|   | NED     | KP    | Mohammed Ajnane              |
|   | NED     | KP    | Dominique van Dijk           |
|   | NED     | KP    | Paul de Lange                |

| # |     | Poszt | Név                                           |
| - | --- | ----- | --------------------------------------------- |
|   | NED | KP    | Nick Tol                                      |
|   | HUN | KP    | Zsidai László (kölcsönben az MTK Budapesttől) |
|   | NED | CS    | Roy Bakkenes                                  |
|   | NED | CS    | Charles Dissels                               |
|   | NED | CS    | Deen van Embriqs                              |
|   | NED | CS    | Michiel Kramer                                |
|   | NED | CS    | Murat Önal                                    |
|   | NED | CS    | Melvin Platje                                 |
|   | NED | CS    | Nicky Sjaardema                               |
|   | NED | CS    | Thijs Sluijter                                |
|   | NED | CS    | Kees Tol                                      |

## Híres játékosok
- Steve van Dorpel
- Wim Jonk
- Arnold Mühren
- Gerrie Mühren
- Michael Reiziger
- Peter Vermes
- Orlando Smeekes
- Jack Tuijp

## Eddigi edzők
| - Bram Appel - Leo Beenhakker - Dick de Boer - Ernie Brandts - Jan Brouwer - Hans Croon - Ron Dellow | - Job Dragtsma - Piet Dubbelman - Henk Ellens - Barry Hughes - Bert Jacobs - Andries Jonker - Simon Kistemaker | - Fritz Korbach - Dick Maurer - Jan Mak - Wim Rijsbergen - Leo Steegman - Arie Steenhouwer - Bruin Steur | - Joep Steur - Johan Steur - Ger Stroker - Henk Wisman - Leen van Woerkom - Hans van der Zee |

## Eredményei
- Eerste Divisie 1958-59, 1960-61, 1966-67, 1969-70, 1986-87, 2007-08